# Afromental
Afromental – polski zespół muzyczny pochodzący z Olsztyna, wykonujący muzykę z pogranicza rocka, rapcore’u i hip-hopu, założony w 2004 roku.

## Historia

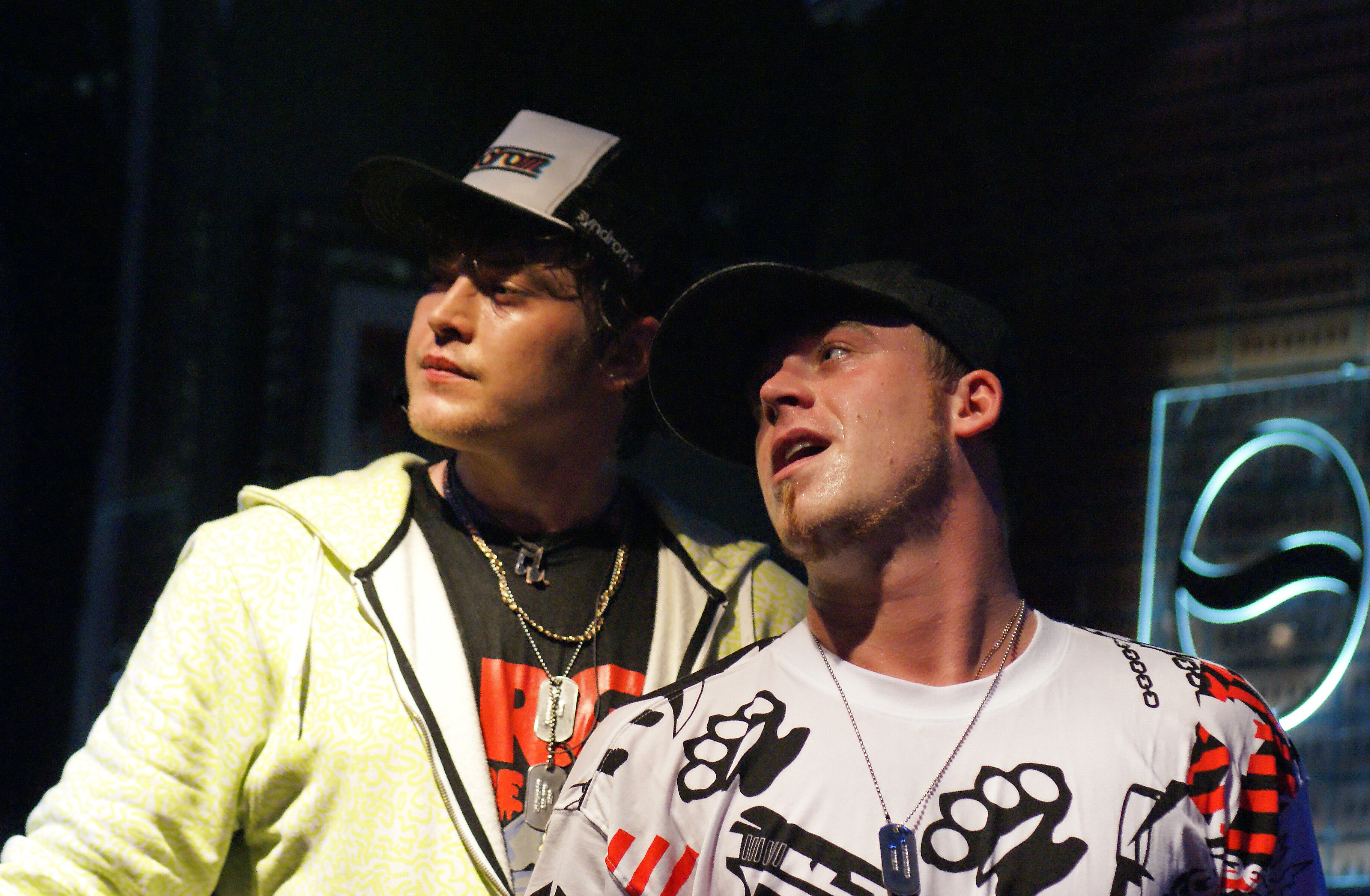
Wojciech Łozowski i Tomasz Lach

Zespół Afromental powstał w 2004 roku w Olsztynie. Inicjatorami byli Tomasz Lach i Wojciech Łozowski, którzy wcześniej znali się z lokalnej sceny artystycznej. Zespół Afromental debiutował na I Przeglądzie Młodych Kapel Gazety Olsztyńskiej. Znalazł się w „Złotej dziesiątce” Festiwalu Muzyki Młodzieżowej Gama w Kołobrzegu, za interpretację utworu „Bananowy Song” grupy Vox w stylu reggae. Uzyskał też za nią wyróżnienie na Festiwalu Piosenki Studenckiej w Krakowie.
12 października 2007 wydali debiutancki album studyjny, zatytułowany The Breakthru. Z singlem „I’ve Got What You Need” zostali zakwalifikowani do udziału na festiwalu Top Trendy 2007 w Sopocie, a z piosenką „Thing We’ve Got” brali udział w koncercie Piosenka dla Europy 2008 wyłaniającym reprezentanta Polski w 53. Konkursie Piosenki Eurowizji. 23 lutego 2008 wystąpili w finale selekcji i zajęli dziewiąte miejsce.

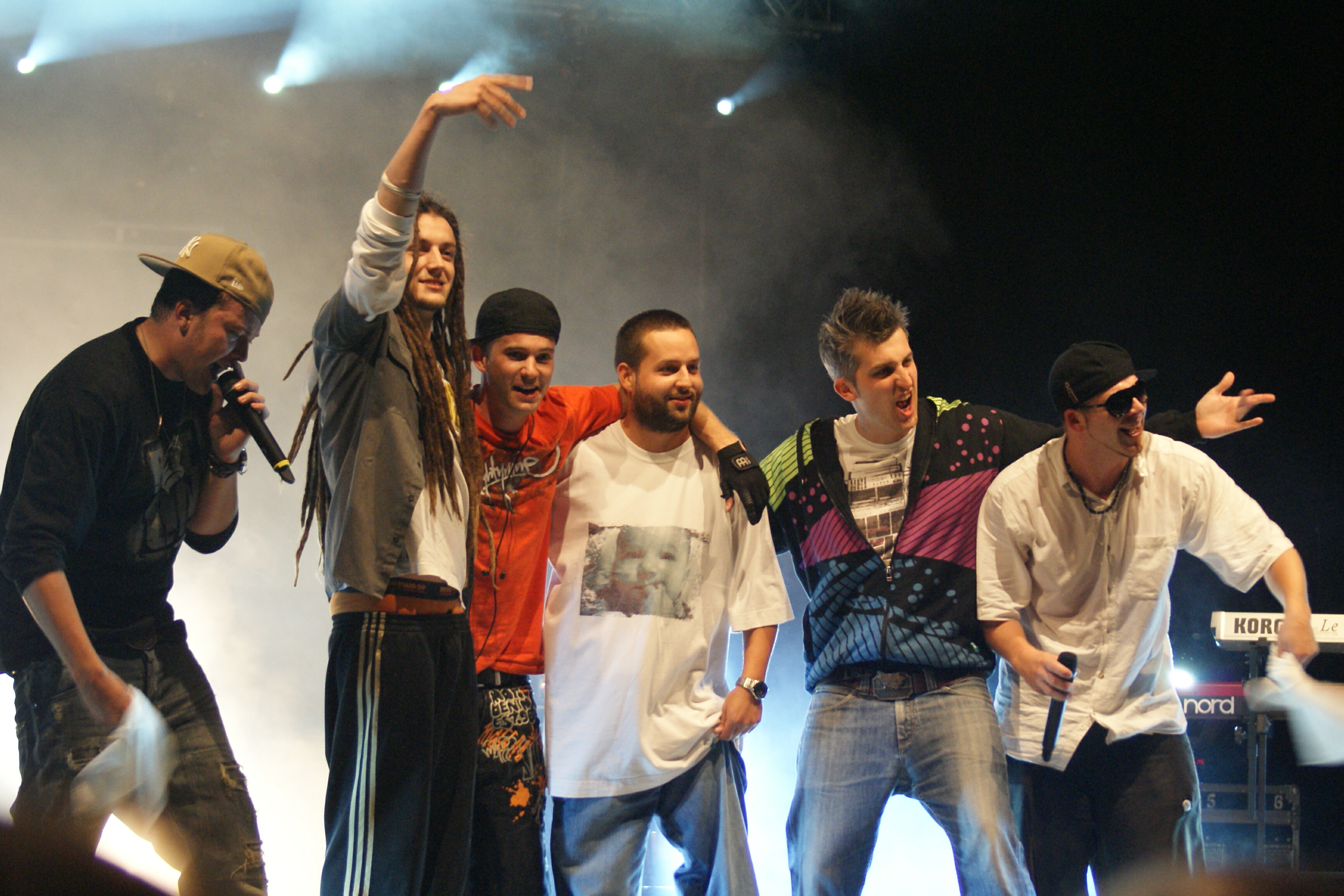
Afromental (2009)

W 2009 członkowie zespołu zagrali w drugim sezonie serialu TVN 39 i pół, w którym zaprezentowali premierowe nagrania. Nagrali również piosenki do filmu Kochaj i tańcz. 9 marca 2009 wydali drugi album pt. Playing with Pop, z którym dotarli do 19. miejsca na OLiS, otrzymując status złotej płyty. 13 czerwca otrzymali Superjedynkę w kategorii „zespół roku”. Również w 2009 wystąpili gościnnie w utworze Ze sobą nie wygram, pochodzącym z trzeciego solowego albumu rapera Onara pt. Jeden na milion. W lutym 2010 za album Playing with Pop uzyskali nominację do nagrody polskiego przemysłu fonograficznego Fryderyka w kategorii: album roku hip-hop/R&B. W 2010 zdobyli nagrodę Wow! Music Awardna Orange Warsaw Festival i otrzymali tytuły „zespół roku” przyznane w plebiscytach VIVA Comet Awards i Eska Music Awards. Zostali również laureatem nagrody dla najlepszego polskiego wykonawcy przyznawanej przez MTV EMA.
15 listopada 2011 wydali trzeci album pt. The B.O.M.B., który promowali singlami: Rock&Rollin’ Love, Rollin’ with You i It’s My Life. Nagrania dotarły do 17. miejsca na OLiS i otrzymały status złotej płyty, sprzedając się w nakładzie ponad 15 tys. egzemplarzy. Również w 2011 zdobył tytuł „zespołu roku” przyznany przez VIVA Comet Awards oraz odebrali nagrodę za wideoklip roku („Rock&Rollin Love”) na gali Eska Music Awards 2011. Otrzymał również nagrodę „Artysta bez granic” od TVP Polonia.

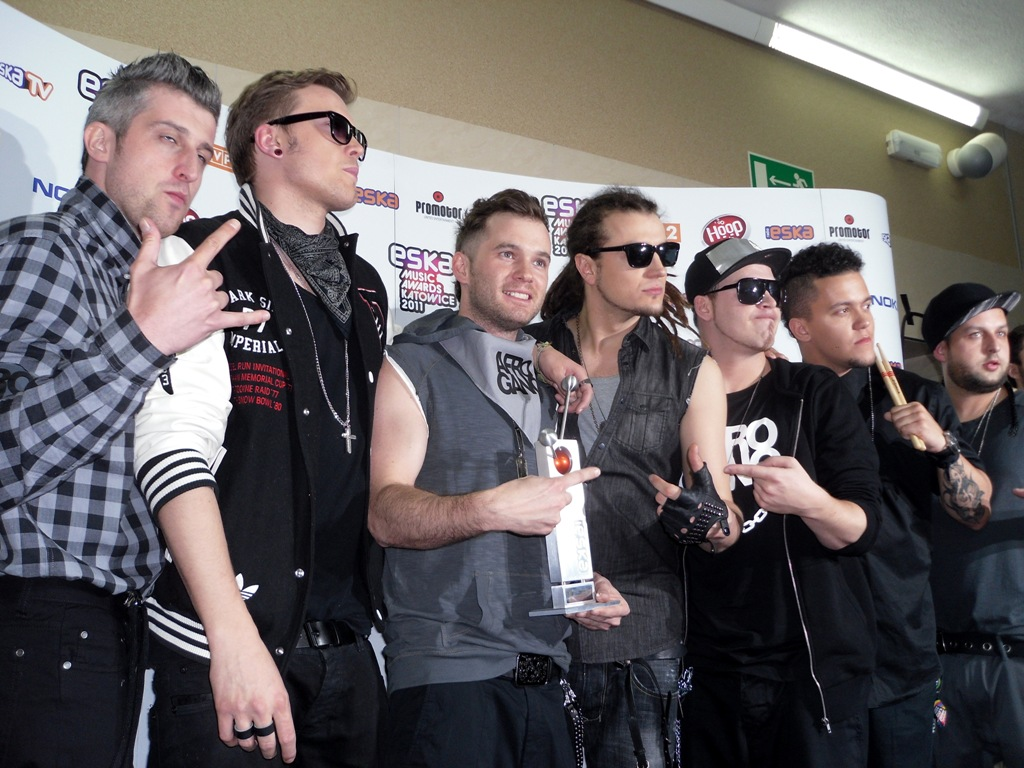
Afromental (2011)

24 listopada 2014 ukazał się czwarty album zespołu pt. Mental House. Promowali go tytułowym singlem, który premierowo wykonali w jednym z odcinków programu The Voice of Poland. Nagrania dotarły do 9. miejsca na OLiS.
13 kwietnia 2017 na oficjalnej stronie Afromental na Facebooku pojawiła się informacja, że z zespołu odchodzą Wojciech Łozowski i Grzegorz Dziamka. Pozostali muzycy nagrali album pt. 5, który wydali 20 września 2019, a główne partie wokalne po Łozowskim przejął Tomasz Lach.

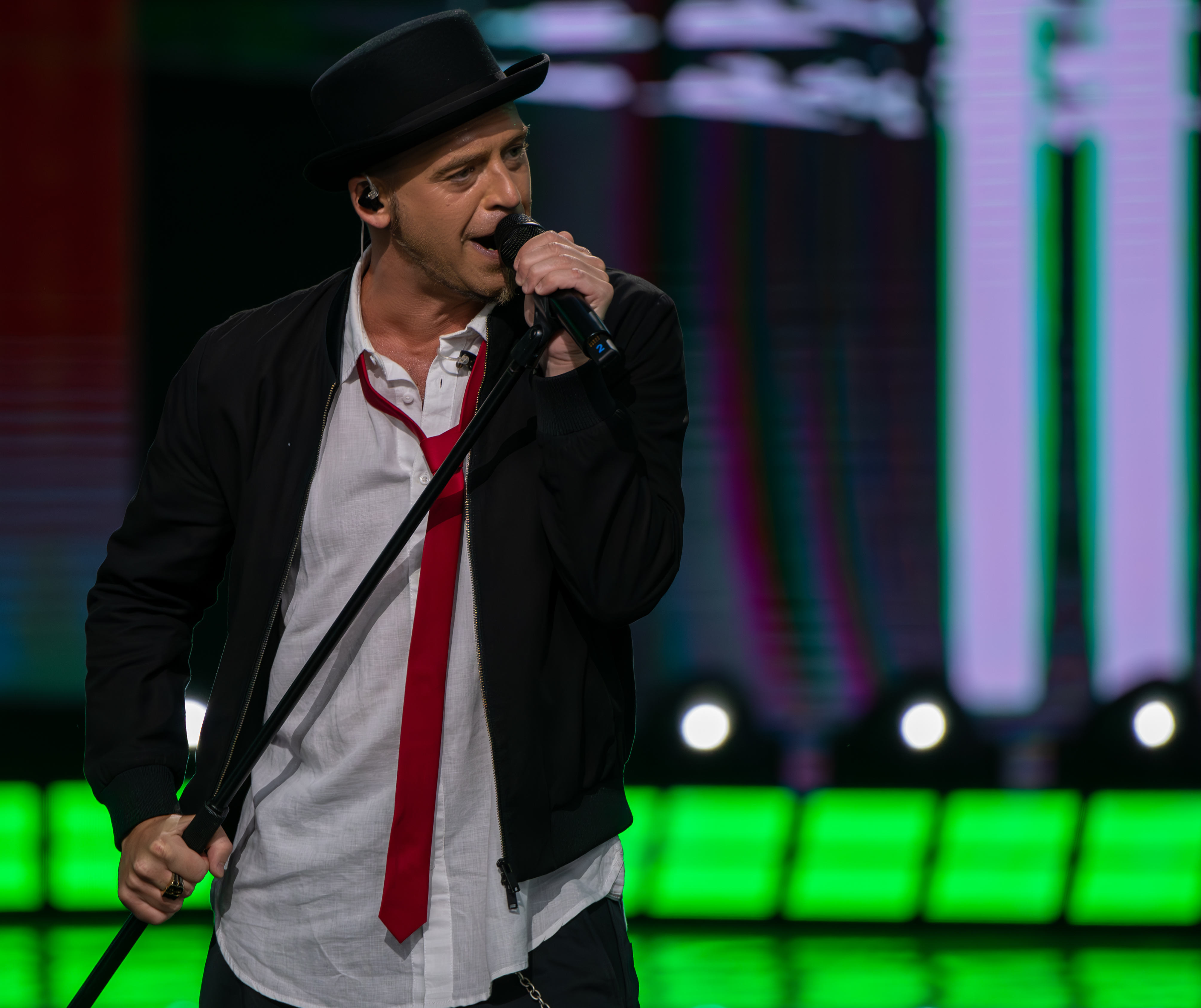
Afromental na Polsat Hit Festival 2024

W 2024 muzycy z okazji 20-lecia działalności artystycznej zagrali jubileuszową trasę koncertową, którą zwieńczyli występem 17 grudnia 2024 w warszawskim klubie Stodoła, na którym gościnnie wystąpili byli członkowie zespołu, Wojciech Łozowski i Grzegorz Dziamka. Grupa również w 2024 wydała singiel „Story of My Life”.

## Dyskografia

### Albumy
| Rok                                                     | Dane dot. albumu                                                              | Najwyższa pozycja na liście | Certyfikat         | Sprzedaż       |
| Rok                                                     | Dane dot. albumu                                                              | POL                         | Certyfikat         | Sprzedaż       |
| ------------------------------------------------------- | ----------------------------------------------------------------------------- | --------------------------- | ------------------ | -------------- |
| 2007                                                    | The Breakthru - Wydany: 15 października 2007 - Wytwórnia: Warner Music Poland | –                           | brak               | - POL: 3,000+  |
| 2009                                                    | Playing with Pop - Wydany: 6 marca 2009 - Wytwórnia: Warner Music Poland      | 19                          | - POL: złota płyta | - POL: 15,000+ |
| 2011                                                    | The B.O.M.B. - Wydany: 15 listopada 2011 - Wytwórnia: Warner Music Poland     | 17                          | - POL: złota płyta | - POL: 15,000+ |
| 2014                                                    | Mental House - Wydany: 24 listopada 2014 - Wytwórnia: Warner Music Poland     | 9                           | brak               | brak danych    |
| 2019                                                    | 5 - Wydany: 13 września 2019 - Wytwórnia: Warner Music Poland                 | 15                          | brak               | brak danych    |
| „–” oznacza, że album nie był notowany na danej liście. |                                                                               |                             |                    |                |

### Single
| Rok                                                      | Tytuł                                           | Najwyższe pozycje na listach | Najwyższe pozycje na listach | Najwyższe pozycje na listach | Najwyższe pozycje na listach | Album                               |
| Rok                                                      | Tytuł                                           | Eska                         | PiK                          | RMF                          | SLiP                         | Album                               |
| -------------------------------------------------------- | ----------------------------------------------- | ---------------------------- | ---------------------------- | ---------------------------- | ---------------------------- | ----------------------------------- |
| 2007                                                     | „I’ve Got What U Need”                          | –                            | –                            | –                            | –                            | The Breakthru                       |
| 2008                                                     | „Thing We’ve Got”                               | –                            | –                            | –                            | –                            | The Breakthru                       |
| 2008                                                     | „Happy Day”                                     | –                            | –                            | –                            | –                            | The Breakthru                       |
| 2009                                                     | „Pray 4 Love”                                   | –                            | 3                            | 1                            | –                            | Playing with Pop                    |
| 2009                                                     | „Radio Song”                                    | 2                            | 7                            | 2                            | –                            | Playing with Pop                    |
| 2010                                                     | „Rock&Rollin’ Luv”                              | –                            | –                            | –                            | –                            | The B.O.M.B.                        |
| 2011                                                     | „Rollin’ With U”                                | –                            | –                            | –                            | –                            | The B.O.M.B.                        |
| 2012                                                     | „It’s My Life” (gościnnie: VNM i Sound’n’Grace) | –                            | –                            | –                            | 39                           | The B.O.M.B.                        |
| 2014                                                     | „Mental House”                                  | –                            | –                            | –                            | –                            | Mental House                        |
| 2015                                                     | „Differences”                                   | –                            | –                            | –                            | –                            | Mental House                        |
| 2018                                                     | „Zaufaj”                                        | –                            | –                            | –                            | –                            | Kobieta sukcesu (ścieżka dźwiękowa) |
| 2018                                                     | „Korzenie”                                      | –                            | –                            | –                            | –                            | 5                                   |
| 2019                                                     | „Odpowiedz”                                     | –                            | –                            | –                            | –                            | 5                                   |
| 2019                                                     | „Wściekłe psy”                                  | –                            | –                            | –                            | –                            | 5                                   |
| 2020                                                     | "Tu i teraz"                                    | –                            | –                            | –                            | –                            | 5                                   |
| 2024                                                     | "Story of my life"                              |                              |                              |                              |                              |                                     |
| „–” oznacza, że singel nie był notowany na danej liście. |                                                 |                              |                              |                              |                              |                                     |

## Teledyski
| Rok  | Tytuł                                           | Reżyseria            | Album                               | Źródło |
| ---- | ----------------------------------------------- | -------------------- | ----------------------------------- | ------ |
| 2007 | „Thing We’ve Got”                               | Marcin Kiełbaszewski | The Breakthru                       | [ 31 ] |
| 2007 | „The Breakthru”                                 | Marcin Kiełbaszewski | The Breakthru                       | [ 32 ] |
| 2009 | „Pray for Love”                                 | –                    | Playing with Pop                    | [ 33 ] |
| 2010 | „Radio Song”                                    | Mitja Okorn          | Playing with Pop                    | [ 34 ] |
| 2010 | „Rock&Rollin’ Love”                             | Mitja Okorn          | The B.O.M.B.                        | [ 35 ] |
| 2011 | „Rollin’ With You”                              | 2dajRektors          | The B.O.M.B.                        | [ 36 ] |
| 2012 | „It’s my life” (gościnnie: VNM i Sound’n’Grace) | Letemknow Sequence   | The B.O.M.B.                        | [ 37 ] |
| 2014 | „Mental House”                                  | Bartek Prokopowicz   | Mental House                        | [ 38 ] |
| 2015 | „Differences”                                   | Bartek Prokopowicz   | Mental House                        | [ 39 ] |
| 2018 | „Zaufaj”                                        | –                    | Kobieta sukcesu (ścieżka dźwiękowa) | [ 40 ] |
| 2018 | „Korzenie”                                      | Oskar Kozłowski      | 5                                   | [ 41 ] |
| 2019 | „Odpowiedz”                                     | Dawid Schindler      | 5                                   | [ 42 ] |
| 2019 | „Wściekłe psy”                                  | Aleksander Wilk      | 5                                   | [ 43 ] |
| 2024 | "Story of my life"                              | Aleksander Wilk      |                                     |        |

## Nagrody i wyróżnienia
| Rok  | Kategoria                                    | Nagroda                                       | Uwagi     |
| ---- | -------------------------------------------- | --------------------------------------------- | --------- |
| 2008 | Album roku HIP-HOP/R&B – „The Breakthru”     | Fryderyk                                      | Nominacja |
| 2008 | Najlepszy Polski Wykonawca                   | MTV EMA 2008                                  | Nominacja |
| 2009 | Zespół Roku                                  | Superjedynki                                  | Nagroda   |
| 2009 | Najlepszy Polski Wykonawca                   | MTV EMA 2009                                  | Nominacja |
| 2010 | Album roku HIP-HOP/R&B – „Playing With Pop”  | Fryderyk                                      | Nominacja |
| 2010 | Zespół Roku                                  | Fryderyk                                      | Nominacja |
| 2010 | Muzyka                                       | Telekamery 2010                               | Nominacja |
| 2010 | Zespół Roku                                  | VIVA Comet Awards                             | Nagroda   |
| 2010 | Charts Award – „Pray For Love”               | VIVA Comet Awards                             | Nominacja |
| 2010 | Image Roku                                   | VIVA Comet Awards                             | Nominacja |
| 2010 | Wideoklip Roku – „Radio Song”                | VIVA Comet Awards                             | Nominacja |
| 2010 | Zespół Roku                                  | Eska Music Awards                             | Nagroda   |
| 2010 | Piosenka Roku – „Radio Song”                 | Eska Music Awards                             | Nominacja |
| 2010 | Wideoklip Roku – „Radio Song”                | Eska Music Awards                             | Nominacja |
| 2010 | Wow! Music Awards!                           | Orange Warsaw Festival                        | Nagroda   |
| 2010 | Najlepszy Polski Wykonawca                   | MTV EMA 2010                                  | Nagroda   |
| 2010 | Najlepszy Europejski Wykonawca               | MTV EMA 2010                                  | Nominacja |
| 2011 | Wideoklip Roku – „Rock&Rollin’ Love”         | Fryderyk                                      | Nominacja |
| 2011 | Wideoklip Roku – „Rock&Rollin’ Love”         | VIVA Comet Awards                             | Nominacja |
| 2011 | Image Roku                                   | VIVA Comet Awards                             | Nominacja |
| 2011 | Najlepsze na Viva-TV – „Rock&Rollin’ Love”   | VIVA Comet Awards                             | Nominacja |
| 2011 | Zespół roku                                  | VIVA Comet Awards                             | Nagroda   |
| 2011 | Zespół Roku                                  | Eska Music Awards 2011                        | Nominacja |
| 2011 | Artysta Roku (Łozo)                          | Eska Music Awards 2011                        | Nominacja |
| 2011 | Wideoklip roku – „Rock&Rollin’ Love”         | Eska Music Awards 2011                        | Nagroda   |
| 2011 | Artysta bez granic                           | TVP Polonia                                   | Nagroda   |
| 2011 | Wideoklip – „Rock&Rollin’ Love”              | OGAE Video Contest 2011 – reprezentant Polski | Nominacja |
| 2012 | Album roku hip-hop/reggae/R&B (The B.O.M.B.) | Fryderyk                                      | Nominacja |